# Las Rosas (Santa Fe)

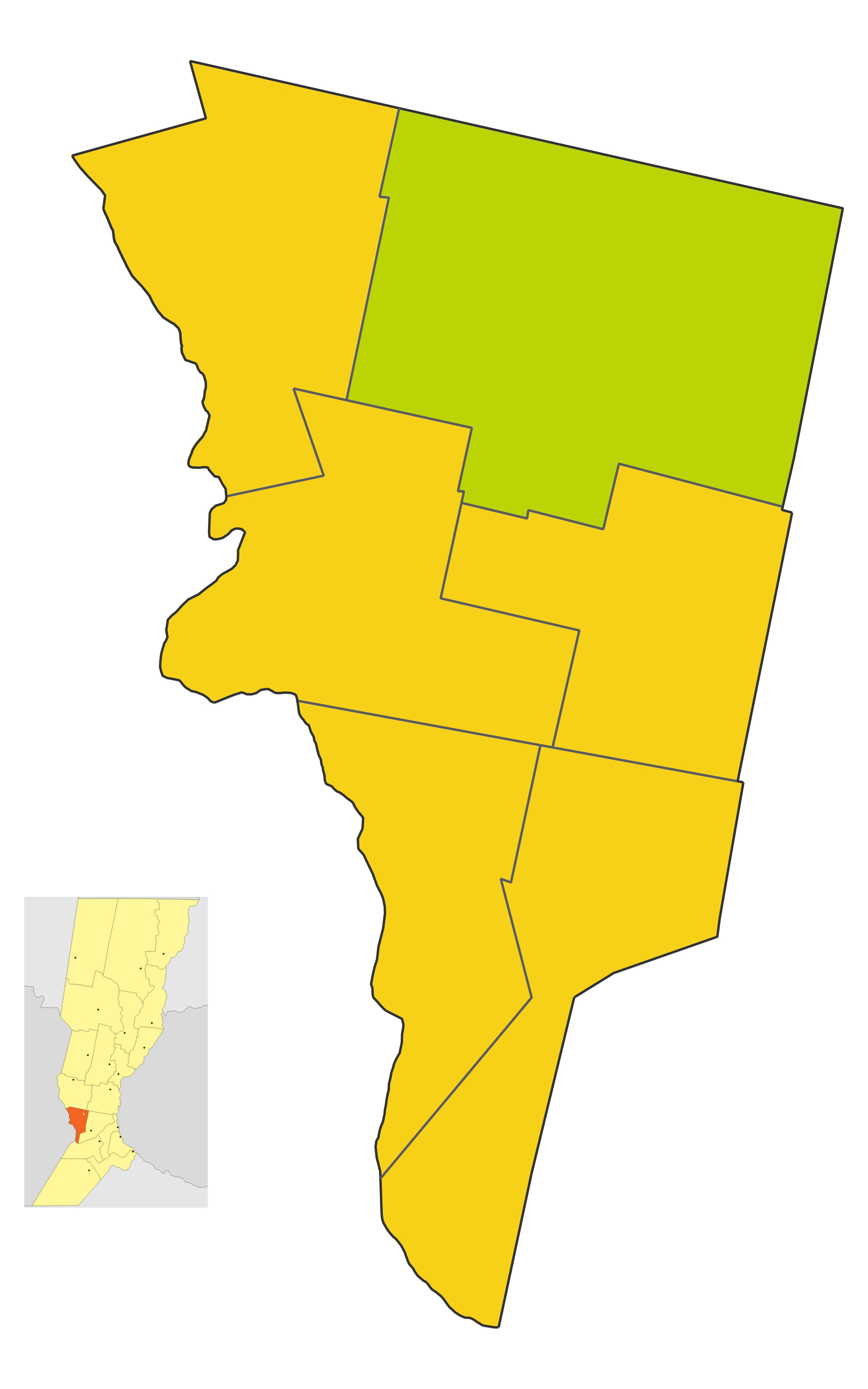
Mapa con el área del municipio de Las Rosas en el departamento Belgrano.

Las Rosas es una ciudad perteneciente a la Provincia de Santa Fe, República Argentina. Es la cabecera del Departamento Belgrano.
Está situada a la vera de la Ruta Nacional 178, en la región centro-oeste de la provincia de Santa Fe, a solo 40 km del límite con la provincia de Córdoba por la ruta: RP 65.
Dista 205 km de la ciudad de Pergamino, donde comienza la  RN 178.
Su ubicación es muy favorable por encontrarse sobre fértiles tierras, suaves pendientes y regímenes de lluvias adecuado para la producción agropecuaria, y contar con distintas redes carreteras, Las Rosas se halla en un punto estratégico que la coloca como eje motorizador de la región, puesto que cruza dos corredores viales de gran importancia.

## Aspectos geográficos
Con un relieve característico de la llanura pampeana con suaves ondulaciones, ideal para los trabajos de agricultura y ganadería, y un típico suelo de pradera negra (roca sedimentaria de origen continental) Las Rosas presenta una temperatura oscilante entre los 4 y 40 °C con una media anual de 15 °C, teniendo como meses más cálidos enero-febrero y como meses más fríos junio-julio. Con el nivel de precipitaciones (promedio de 800-900 Mm. anuales) como principal parámetro para analizar el clima, Las Rosas tiene las clásicas características del norte de la zona pampeana, con el registro de valores menores en invierno y los máximos en el período fines de primavera-comienzos de otoño. En promedio se observa una concentración del 73% de las lluvias en solo seis meses del año (noviembre-abril); y un dato curioso es que solamente en tres oportunidades hubo dos meses consecutivos sin lluvias: julio-agosto de 1948 y 1957, y junio-julio de 1951.
Los altos rindes en la producción agropecuaria también son beneficiados por la buena humedad relativa media, entre el 65% en enero y el 85% en julio.

## Población
Según el último censo nacional del año 2022 y bajo una superficie total de 697 km² , la población de Las Rosas asciende a los 14000 habitantes divididos en 7075 mujeres y 6614 hombres. 
Los habitantes se caracterizan principalmente por su fortaleza, hospitalidad y espíritu de trabajo, al punto de haber transformado un paisaje de tierras vírgenes en valiosas y rentables explotaciones agrícola-ganaderas que hacen a las características económicas de la región.
Varios grupos procedentes de provincias vecinas que en un comienzo fueron nómades, también se afincaron en la zona dedicándose en su gran mayoría al desarrollo de tareas rurales. Actualmente existe una similitud con aquellos años a partir de la llegada de numerosos profesionales de las más importantes ciudades del país a trabajar en distintas empresas locales.

## Historia
A partir del año 1864 comenzaron a instalarse en la región las primeras estancias agropecuarias a partir de algunas familias de origen inglés y germánico, alentados o contratados por la llegada del ferrocarril a la región. Estos primeros extranjeros convivieron con una mayoritaria población criolla distribuida en las tareas rurales de las distintas estancias y chacras. Entre ellas se destacaba Las Rosas, propiedad de Guillermo Kemmis. 
La proximidad de la estación de tren de Cañada de Gómez permitía una ágil comunicación con puertos y centros poblados, por lo que rápidamente se registraron nuevos asentamientos produciéndose en 1874 el arribo de los hermanos Enrique y Alfredo Dickinson, quienes adquirieron un territorio perteneciente a la familia Munro denominándolo Las Lomas .
Con el Dr. Carlos Pellegrini en el gobierno federal, se aprobaba el 24 de septiembre de 1887, por ley nacional N.º 2003, el proyecto de trazado de un ferrocarril que uniría la localidad de Cañada de Gómez con la estancia Las Yerbas de los hermanos Ortiz. 
Imaginando que esa zona se trasformaría en un lugar estratégico de paso y anticipándose a otras presentaciones, en 1888 los hermanos Dickinson elevaron al Instituto Topográfico de la provincia de Santa Fe los planos de un pueblo denominado Las Lomas.
A su vez y representado por Cipriano Arteaga, Williams Kemmis realizaba un petitorio similar de un nuevo trazado llamado Las Rosas que finalmente era aprobado el 15 de febrero de 1889.
Por esos años las dos poblaciones se dividían no solo por un viejo camino, sino también en la intención de cada propietario que pretendían desarrollar su proyecto. Pese a esa escenografía, uno de los gobernadores más progresistas de la historia santafesina, el Dr. Juan Manuel Caferatta, sugirió la alianza de ambos emprendimientos. Distintas reuniones de vecinos limaron asperezas, superaron desencuentros dando lugar a la asamblea del 14 de septiembre de 1892 que concretó la unidad.
Los hermanos Dickinson cedieron su plaza, el terreno para la primera escuela, la iglesia y el espacio físico para alojar a las autoridades. Con este maravilloso ejemplo de integridad nació Las Rosas. 
Con la unión de los dos embriones poblacionales se obtuvieron numerosos beneficios, consolidándose como cabecera del departamento Belgrano y logrando una jurisdicción territorial superior a las 71.000 ha cuyas excelentes tierras eran aptas para la explotación agrícola-ganadera. Esta enorme superficie fue en un principio propiedad de unas pocas familias, que a través de ventas y sucesiones por estos días cubren un perímetro de más de 590 explotaciones agropecuarias. 
A los primeros estancieros europeos, se le sumará la mano de obra proveniente de otras partes de la provincia, y de Santiago del Estero, Entre Ríos, Corrientes, Córdoba, y en menor proporción del norte de la provincia de Buenos Aires. Por esos años también se iniciaba la colonización bajo el sistema de arrendamiento en el territorio santafesino lo que generaba la llegada del fenómeno de la gran inmigración que se produjo en el país y en gran parte de Hispanoamérica, con españoles e italianos arribados principalmente entre 1880 y 1930.
Hace 128 años Las Lomas cedía sus calles y plaza para que allí creciera una flor que merced a la férrea voluntad de los pioneros y la fertilidad de su tierra lograban lo alguna vez impensado.
El crecimiento continuo de Las Rosas llevó en 1967 a la necesidad de reemplazar la Comisión de Fomento existente por la nueva institución: La Municipalidad. Este 30 de agosto Las Rosas festejó sus 75 años de elevación a la categoría de ciudad.

### Toponimia
Para encontrar el significado del nombre de Las Rosas hay que remontarse al origen de estas bellas flores. Para ello debemos situarnos en el monte Pángeo en Persia (actual Irán), donde sus habitantes conocían un lugar donde las rosas crecían naturalmente; llegaban hasta allí, escalaban sus laderas y se retiraban con el premio para trasplantarlas en sus jardines. Los persas se encargaron de embellecerlas aún más, logrando variedades de hasta veinte pétalos.
En Grecia, país de dioses, héroes y cultores del arte, sus jardineros obtuvieron otras de múltiples pétalos y colores mediante injertos y muchísima experimentación. Esta flor fue dedicada a la más hermosa de todas las diosas: Afrodita.
Los ingleses la introdujeron en América del Norte y los españoles en América Central. En la actualidad cerca de 2000 especies de rosas se distribuyen por toda la tierra y fue tal el desarrollo de las mismas que Estados Unidos y Honduras la declararon flor nacional.
Ubicados en la vieja Europa, en Inglaterra donde se produjo una guerra civil, entre 1455 y 1485, librada entre las casas de York y de Lancaster cuyos emblemas eran la rosa blanca y la encarnada, respectivamente. Los combates finalizaron con la alianza matrimonial de los principales actores que unieron también en sus escudos las dos rosas, en un eterno símbolo de paz.
A su vez el cardo morado y el trébol blanco, como insignias de Escocia e Irlanda, completaban la conformación de la imagen del imperio británico, por lo que los primeros pobladores ingleses instalados en este lugar del mundo denominaron a sus estancias con estos nombres. La documentación recabada permite conocer que varios amigos, y durante los mismos días, registraron sus compras de tierras en escribanías de la ciudad de Rosario.
La coincidencia es tan perfecta y los hechos así lo demuestran: en el vecino Departamento San Martín, Talbot funda la "Estancia Victoria" en homenaje a la reina; el ferrocarril impone a una de sus estaciones el nombre de "El Trébol",y la "Estancia El Cardo" de Brown fue la antecesora del pueblo posteriormente bautizado como "Los Cardos". En nuestro departamento, Williams Kemmis trasladó el nombre de su conocida cabaña y estancia Las Rosas a la nueva población.
Al margen de estos datos, desde la antigüedad la rosa fue el símbolo de la poesía y el amor. Por estos días sigue ofreciendo la magia de su perfume y su color en jardines y parques, los poetas continúan cantándola como la más hermosa de todas las flores y la tradición señala cada color con un significado: el rojo, la pasión; el rosa, el amor; el amarillo, los celos y el blanco la pureza.

## Gobierno

### Poder Judicial
Tiene asiento en la ciudad el Juzgado de 1.ª Instancia Civil y Comercial C. 23 con intervención en causas civiles y comerciales. Mientras tanto, la aplicación al Código de Faltas de la Provincia de Santa Fe (Ley N.º 10703) es a través de un Juzgado de Faltas.

## Economía
La actividad económica más importante del distrito Las Rosas radica en la explotación agropecuaria y principalmente en la producción de granos de soja, trigo, maíz, sorgo y girasol. También se destacan la ganadería, con vacunos para carne y leche, los cultivos para forrajes, una incipiente explotación avícola y un buen número de apicultores asociados para comercializar sus productos.
La actividad fabril tomó fuerte impulso en los últimos años, con empresas instaladas preferentemente en la zona industrial. La producción está vinculada a la elaboración de implementos agrícolas como pulverizadoras autopropulsadas y de arrastre, sembradoras, arados, chimangos, y ensiladoras de forraje. Se encuentran además firmas de elementos e implementos hidráulicos; semirremolques y carretones para cargas especiales; curtiembre y sus derivados; industria frigorífica; textiles para la manufactura de remeras, gorras publicitarias, banderas, bolsos; industrialización del plástico, de la madera y del mueble.

### Artesanías
Otra actividad con gran auge fortalecida en los tiempos de crisis y a partir de las distintas posibilidades de exposiciones es la artesanía. Las Rosas cuenta con numerosos artesanos y artistas agrupados en dos asociaciones: C.R.A.M.E. y Las Lomas que hacen trabajos mayoritariamente en cuero, cerámica, mimbre, bronce, papel y otros materiales no tradicionales con la aplicación de las técnicas más variadas. En el Complejo Cultural Municipal se dictan cursos permanentes y asimismo existe un grupo de mujeres que envasan hortalizas, frutas y legumbres en conserva, de manera artesanal con productos nacidos en las diferentes huertas familiares y comunitarias. Más de 500 funcionan dentro del Plan Pro-Huerta implementado por el INTA y auspiciado por la Municipalidad local.

### Banca
El sistema financiero está conformado por cinco bancos con sucursales locales ( Banco de la Nación Argentina , Nuevo Banco de Santa Fe SA , Banco Credicoop , Banco Macro, Banco Santander), y cinco mutuales (Asociación Italiana, mutual del Club Almafuerte. mutual del Club W. Kemmis y Mutual del Club Trebolense).

## Educación
Las necesidades educativas de los niños, jóvenes y adultos rosenses son cubiertas en las quince escuelas primarias públicas (entre urbanas y rurales), dos entidades privadas, tres establecimientos de nivel medio públicos y dos privados, una escuela especial, un magisterio de nivel terciario privado, un centro de educación a distancia a nivel terciario y universitario que ofrece tecnicaturas, carreras de grado y postgrado y cursos de formación laboral y capacitación docente. Vale mencionar que en el Complejo Cultural Municipal y otras entidades se dictan cursos de formación personal.

### Instituciones
Entre las entidades sociales se destacan la Asociación de Bomberos Voluntarios Las Rosas; Cáritas Las Rosas y Hogarcito de Ancianos Nazareth (dependientes de la Parroquia Santa Rosa de Lima ), Sociedad Española de Socorros Mutuos; Asociación Italiana Unione e Benevolenza ; delegaciones sindicales (UOM, UOCRA, AMSAFE, Bancarios, Empleados de Comercio, Sindicato Argentino de Televisión, Asociación Argentina de Actores, Panaderos, Pasteleros y Confiteros, Luz y Fuerza, Unión Personal Civil de la Nación, sindicatos de Trabajadores Municipales, etc.), Biblioteca Popular Domingo Faustino Sarmiento y Biblioteca Almafuerte ; Peña Folclórica La Carreta ; Centro Tradicionalista "El Mangrullo" , Agrupación Gaucha Julio Migno ; Sede de Federación Agraria Argentina; Agricultores Federados Argentinos (cooperativa); Sociedad Rural Argentina.

### Deportes
A su vez, entre las instituciones deportivas citamos el Centro Recreativo y Deportivo Las Rosas, Belgrano Atlético Club, Club Social Belgrano, Club Atlético Almafuerte, Club Atlético Williams Kemmis, Club Unión, Asociación Rosense de Bochas, Asociación Rosense de Motociclismo (ARMOT), Los Teros (Rugby), Club de Caza y Pesca, Filial Leonardo Ponzio del Club Atlético River Plate, Club de Veteranos de Fútbol Femenino, Tiro Federal Argentino, Aero Club Las Rosas, Peñas Automovilísticas, Filial Néstor Pipo Gorosito del Club San Lorenzo, Grupo Pamperos (Ciclismo), Club de Ajedrez, “Cronos” Escuela de Arte, etc.

## Infraestructura

### Vías de comunicación
De norte a sur mediante la ruta provincial N.º 13 y nacional RN 178 conecta a las rutas nacionales RN 19 (Santa Fe-Córdoba) y RN 9 (Rosario-Córdoba). A su vez de este a oeste, la ruta provincial RP 65 permite la unión de la autopista Rosario-Santa Fe con la ciudad cordobesa de Villa María pasando por algunos pueblos como son Bouquet, Saira o Chilibroste y al final la ruta pasa por Silvio Pellico, Alto Alegre y Ana Zumaran
Con la Región Centro ya conformada por los principales representantes políticos de Santa Fe, Córdoba y Entre Ríos, Las Rosas se ha transformado en punto geográfico central de un verdadero corredor bioceánico uniendo Brasil con Chile y facilitando el comercio interno en el MERCOSUR.
Las Rosas dista a 120 km al noroeste de Rosario -principal centro urbano santafesino-, a 440 km al noroeste de la Capital Federal, y a 314 km al sudeste de la ciudad de Córdoba.
Existe también una proximidad significativa con el Túnel Subfluvial Hernandarias (185 km), importante paso de comunicación de Santa Fe a Paraná (Entre Ríos) que proyecta hacia los países limítrofes de Uruguay y Brasil. La cercanía con el Puente Rosario-Victoria (115 km) asegura una verdadera integración regional y continental. Hacia el este se encuentra el río Paraná, principal vía navegable con sus puertos de Santa Fe (175 km) y Gral. San Martín (90 km) . Esto significa rápidos accesos de las cargas para buques de ultramar durante todo el año.

### Espectáculo
Cada año se lleva a cabo la "Fiesta Provincial del Mate", este evento es un encuentro que identifica a la ciudad en su deseo de fomentar la amistad y la unión.
Con la premisa de sostener un festejo que identifique a esta localidad ,cabecera del Departamento Belgrano, las autoridades municipales, e institucionales realizan cada año esta celebración. 
Esta festividad nació por la intención del centro tradicionalista " El Mangrullo ",de tener una celebración anual que reúna actividades musicales y artesanales. La idea fue apoyada por el Sr. Raúl Ponzio, intendente municipal en aquel momento. 
Con la denominación ya confirmada y la declaratoria de interés provincial, la primera edición se celebró el 10 de octubre de 1993,en el Belgrano Atlético Club,en el salón de la Banda infantojuvenil, y sobre calle Lavalle entre Buenos Aires y Belgrano, lugar designado a la feria de artesanías. Participaron en esta fiesta: Los Nocheros, Tarragó Ros, El Chaqueño Palavecino, Rubén Patagonia, Horacio Guaraní, Los Carabajal, Luciano Pereyra, Jairo, Los Tekis, Ráfaga, Soledad Pastoruti, Bersuit Vergarabat, Marcela Morello, Etc. 
Llegando al final de la fiesta desfilan varias postulantes en representación de diferentes instituciones para elegir una reina, y en  el cierre se presentan dos grupos musicales que varían cada año.

### Transporte
La ciudad no cuenta con un servicio de transporte público urbano. Hay en la ciudad otros dos servicios de transporte y también un aeródromo habilitado que permite el aterrizaje de aviones de mediano porte, avionetas y helicópteros. Esto posibilita que en casos de extrema emergencias sea utilizada como vía alternativa ya que la actual pista figura en todas las cartas aeronáuticas del mundo.[cita requerida] La empresa Nuevo Central Argentino es la encargada de prestar el servicio ferroviario en la red de vías que conecta hacia el norte con San Francisco, Morteros y Las Varillas y hacia el oeste con Villa María , todas localidades de la provincia de Córdoba. 
Arriban a la ciudad, utilizando la Estación Terminal, seis empresas de ómnibus de media y larga distancia. Por las carreteras RP 13, RN 178 y RN 9, "33/9" y "Transur" comunican San Francisco y Rosario, al igual que "Gral. Güemes" que une el trayecto Piamonte-Rosario por las Rutas RP 65 y RN 34; "Ciudad de Gálvez" viaja entre Cañada de Gómez y Santa Fe por la Ruta RP 65 y "Río Coronda" por Ruta RP 13 empalma con la Ruta RN 19 a la ciudad de Santa Fe; "Sierras de Córdoba" y "El Práctico" efectúan el tramo Córdoba-Buenos Aires.
Un importante parque de vehículos de transporte, cercano a los 100 camiones, transporta la producción local y regional hacia los puertos santafesinos.

### Medios de comunicación
Las Rosas tiene cobertura con medios orales, visuales e impresos. Medios de frecuencia modulada 90.1 FM Miro(FM Vida), 96.7 FM Selecta (Renacer Regional Multimedios), 98.7 Las Rosas FM, 101.3 FM Renacer Regional (Renacer Regional Multimedios), 104.3 Platino FM ,105.5 FM Miro (Frecuencia Plus),106.5 Radio Folk (Winner) y Radio Q 107.7, y un servicio de televisión por cable (Las Rosas Cablevisión) con más de 80 señales nacionales, internacionales y dos canales propios (Canal 4 de producción de contenidos locales y regionales y canal 2 - Meteorológico con central propia). Se destacan importantes producciones locales de gran audiencia, siendo referencia en la región, como el noticiero de doble emisión diaria (info4), programa deportivo local y de la liga cañadense (100x100 fútbol), programa de historias y vivencias (Las Rosas y su Gente), entre otros. Muchos de ellos galardonados con premios Provinciales (ASTC www.astc.com.ar) y Nacionales (www.atvc.com.ar). Esta empresa también brinda señales digitales y en alta definición HD a través de la plataforma DIBOX.
Renacer Regional TV(Renacer Regional Multimedios). (Tira deportiva,Renacer Regional Noticias)
Servicios de internet local (Walnet/Conecta) y Nacional (Fibertel)
En medios gráficos se destacan un periódico mensual (Regional), una revista de orientación católica fundada en el año 1965 por el Padre Ernesto Traverso (Espigas). Vale mencionar que todos los medios de prensa son propiedad de instituciones y/o empresarios rosenses. Además, con la llegada de internet, también existen tres medios de noticias virtuales (www.ciudadanorosense.com.ar ; www.lasrosasdigital.com.ar y www.info4web.com.ar)  
El Radio Club Las Rosas nuclea a numerosos radioaficionados con dos redes de radio: una perteneciente a Comunicaciones de la Provincia (la ciudad es sede regional cubriendo los departamentos Belgrano, Iriondo, San Martín y Caseros) y otra que es utilizada por la Policía Provincial por encontrarse aquí la sede de la Unidad Regional III.

### Telefonía
Los servicios de telefonía prestados por Telecom Argentina, Claro, Personal y Telefónica Argentina (Movistar) . El prefijo de larga distancia es 03471 , aunque en llamados a varias localidades de la zona no es necesario su utilización, como así también varios locutorios y comercios de Internet denominados cibers .

### Personas destacadas
Leonardo Ponzio
Juan Carlos Pla, creador de la primera pulverizadora autopropulsada del país, la firma multinacional Pla se encuentra actualmente bajo la administración de John Deere.
Darío Grandinetti, actor y productor argentino
Mauricio Yedro, jugador de fútbol actualmente en chile
María de los Ángeles Frontera, integrante de la selección nacional de vóley
Alfredo Pián, corredor de autos, creador del motor Ford Pian, y el primer mecánico que fabricó un motor poniendo el árbol de levas y válvulas en la tapa de cilindros.
María Nélida Pedernera, escritora radicada en Reconquista.
Silvio Medina, Bajista de Los Palmeras
Jorge "Laucha" Calcaterra, primera guitarra histórico de Soledad Pastorutti
Alberto "Beto" Arauco, segunda guitarra histórico de Soledad Pastorutti
Silvio "Chivi" López, bombo histórico de Soledad Pastorutti

## Turismo
Sin ser una localidad netamente turística, Las Rosas ofrece a sus visitantes una variada gama de posibilidades. Se puede visitar y conocer el "Complejo Cultural de la Ciudad", con sede en la "vieja" Estación de Ferrocarril, ahora notablemente restaurada, Y el " Nuevo Museo Centenario de la Ciudad". Su conocimiento hace a la esencia de su pasado, con varias salas dedicadas a la historia rosense y objetos que pertenecieron a ciudadanos de la comunidad (aconsejados son las salas dedicadas al destacado automovilista Alfredo Pián; y Don Timoteo Henckles con una notable colección de elementos naturales de todo el mundo. El visitante se enriquece observando piezas de cristalería, medallística, reliquias y documentos de distintas épocas sobre los cuales se fue labrando nuestra historia. Para destacar es el "Archivo Histórico de Planos Originales" del siglo XIX sobre los departamentos del sur de la provincia, que se mantienen en custodia municipal y cuyas copias posee el Archivo Provincial.
Otra visita interesante es el "Parque Gral. San Martín" , lugar sombreado y propicio para acampar (cuenta con baños, asadores, mesas y bancos instalados, juegos para niños y espacios para deportes y actividades aeróbicas). 
También la recorrida por las estancias del lugar, ofrece la posibilidad de conocer hermosos parques y construcciones. Los cascos y viviendas de las mismas, de diversas antigüedades, tienen que ver con el origen británico de la mayoría de estos establecimientos, en una de ellas se puede visitar un antiguo cementerio inglés. Como complemento ideal para un minitour, se pueden concertar paseos a caballo y observar destrezas ecuestres en las amplias instalaciones del Centro Tradicionalista El Mangrullo.
Las Rosas ofrece al visitante una gama de posibilidades:
- Complejo Cultural Municipal
- Museo de la ciudad
- Radio Club Las Rosas
- Parque General San Martín, lugar sombreado y para acampar
- Circuito de Estancias del lugar, que ofrece la posibilidad de conocer hermosos parques y construcciones
- Paseos a caballo y observar destrezas ecuestres en el Centro Tradicionalista “El Mangrullo”